# Darevskia kopetdaghica
Espèce
Darevskia kopetdaghica est une espèce de sauriens de la famille des Lacertidae.

## Répartition
Cette espèce se rencontre au Kopet-Dag en Iran et au Turkménistan.

## Description

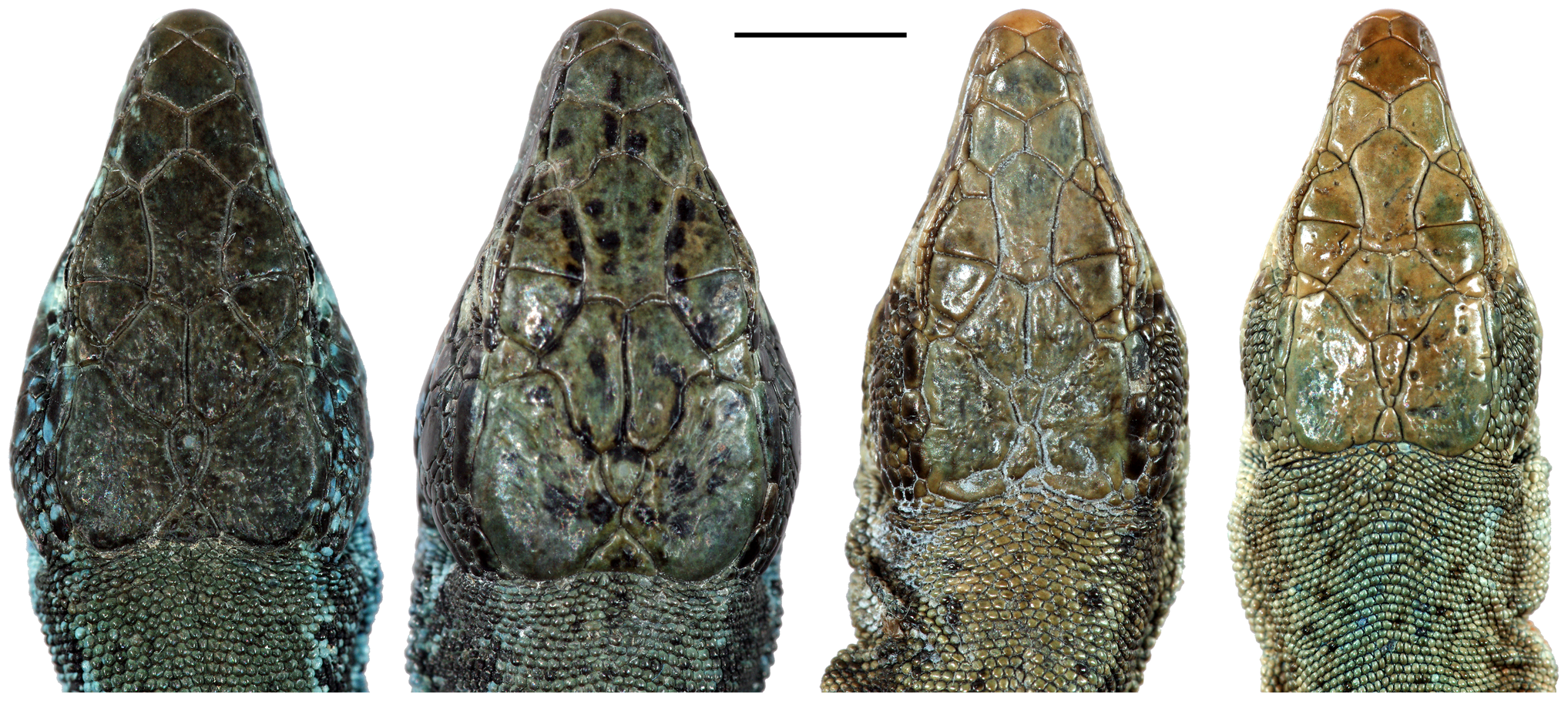
vue dorsale (à partir de la gauche : Darevskia caspica - Darevskia kamii - Darevskia kopetdaghica - Darevskia schaekeli)

Le mâle holotype mesure 57,2 mm de longueur standard (sans la queue).

## Étymologie
Son nom d'espèce, composé de   et du suffixe latin -ensis, « qui vit dans, qui habite », lui a été donné en référence au lieu de sa découverte, le Kopet-Dag.

## Publication originale
- Ahmadzadeh, Flecks, Carretero, Mozaffari, Böhme, Harris, Freitas & Rödder, 2013 : Cryptic Speciation Patterns in Iranian Rock Lizards Uncovered by Integrative Taxonomy. PLOS ONE, vol. 8, no 12, p. e80563 (texte intégral).